# Андре Байон
Андре Байон (фр. André Baillon; 27 квітня 1875, Антверпен — 10 квітня 1932, Сен-Жермен-ан-Ле) — французький письменник бельгійського походження.

## Біографія
Андре Байон народився 27 квітня 1875 року у заможній родині. Його батько, Жозеф-Кретьєн Байон, успішний бізнесмен у будівельній галузі, помер незабаром після його народження, а його мати, Джулі-Ізабель (уроджена Ван Беллінген), померла, коли він був малою дитиною. Після смерті батьків виховувався тіткою з боку батька. Навчався в католицьких школах, вже в молодості був схильний до нервових розладів, опинився в хворобливій залежності як гравець і виявляв суїцидальні нахили. Проблеми дещо відступили після знайомства з колишньою повією Марі Ванденберг і одруження, що відбулося в 1902 році.
Пробував себе в різних сферах діяльності, поки в 1920-і роки не осів у Парижі зі своєю другою дружиною і почав заробляти на життя літературною працею, хоча писати почав уже в 1910-ті. Періодично госпіталізувався до психіатричних клінік і одним із перших став розробляти раніше табуйовану в літературі тему душевного нездоров'я.
Творчості Байона властиво передекзистенційний світогляд, заснований на фламандському містицизм і ліві політичні переконання письменника.
До особливостей сюжетної побудови творів Байона частину сучасних критиків відносять так званий поліфонізм, теорію якого стосовно жанру європейського роману розробив Бахтін Михайло Михайлович.
Перша публікація Андре Байона відбулася в Бельгії — 1920 року в Брюсселі вийшов друком роман «Moi quelque part…» (Я частково…).
У квітні 1932 року чергова спроба самогубства виявилася фатальною, і Байон пішов із життя за кілька днів до свого 57-річчя.

## Твори
- Moi quelque part…, 1920, Bruxelles, Édition de la soupente
- Histoire d'une Marie, 1921, Paris, editions Rieder
- En sabots, 1922, Paris, éditions Rieder
- Zonzon Pépette, fille de Londres, 1923, Paris, J. Ferenczi, réédité en 2006, et 2015 par Éditions Cent Pages, Grenoble
- Par fil spécial, 1924, Paris, editions Rieder
- Un homme si simple, 1925, Paris, editions Rieder
- Le Pot de fleur, 1925, Anvers, editions Lumière
- Chalet 1, 1926, Paris, editions Rieder
- Délires , 1927, Paris, À la jeune parque
- Le Perce-oreille du Luxembourg, 1928, Paris, editions Rieder
- La vie est quotidienne , 1929, Paris, editions Rieder
- Le Neveu de Mademoiselle Autorité , 1930, Paris, editions Rieder
- Roseau, 1932, Paris, editions Rieder
- Pommes de pin , 1933, abbaye de la Cambre, Bruxelles, les
- La Dupe, 1944, Bruxelles, La Renaissance du livre
- Le Chien-chien à sa mémère, nouvelles, 2003, Bordeaux, editions Finitude